# 1898
1898. је била проста година.

## Догађаји

### Април
- 24. април — Шпанија објавила рат САД као одговор на ултиматум америчке администрације да се шпанска власт повуче са Кубе.

### Јун
- 9. јун — Потписан је споразум којим је Кина Великој Британији уступила околину Хонгконга на 99 година.

### Август
- Википедија:Непознат датум — Одржан шаховски турнир у Бечу у периоду од 1. јуна до 25. августа, завршен победом Зигберта Тараша.
- 8. јун — Потписан је споразум којим је Кина Великој Британији уступила Хонгконг на 99 година.
- 12. јун — Током Америчко-шпанског рата лидер филипинског револуционарног покрета генерал Емилио Агиналдо прогласио, уз подршку САД, независност Филипина.

- 12. август — Потписивањем мировног протокола завршен је Шпанско-амерички рат, после ког је Шпанија уступила САД Кубу и Порторико.
- 13. август — Америчке снаге у Шпанско-америчком рату заузеле Манилу.
- 13. август — Карл Густав Вит је открио 433 Ерос, први откривени астероид близак Земљи.

### Септембар
- 2. септембар — У бици код Омдурмана англо-египатске трупе под командом Херберта Киченера победиле су војску махдиста, после чега су Британци заузели све стратешке кључне положаје у Судану.
- 21. септембар — Реформе од стотину дана су нагло прекинуте када је царица Циси ставила у изолацију цара Гуанг-сјија и преузела власт као регент.
- 10. септембар — Атентат на Елизабету Баварску

### Датум непознат
- Википедија:Непознат датум — Стеван Марковић основао прву електроинжењерску лабораторију.

## Рођења

### Јануар
- 21. јануар — Ахмед-шах Каџар, персијски краљ

### Фебруар
- 3. фебруар — Алвар Алто, фински архитекта. (†1976).
- 10. фебруар — Бертолт Брехт, немачки књижевник. (†1956)

### Март
- 4. март — Драгиша Мишовић, српски лекар и комуниста. (†1939)
- 5. март — Џоу Енлај, кинески државник. (†1976)

### Мај
- 3. мај — Голда Меир, израелска премијерка. (†1978)
- 8. мај — Алојзије Степинац, хрватски надбискуп. (†1960)
- 16. мај — Десанка Максимовић, српска песникиња. (†1993)
- 16. мај — Растко Петровић, српски књижевник. (†1950)

### Јун
- 5. јун — Федерико Гарсија Лорка, шпански песник. (†1936)
- 22. јун — Ерих Марија Ремарк, немачки књижевник. (†1970)

### Август
- 31. август — Душан Матић, српски књижевник. (†1980)

### Септембар
- 24. септембар — Хаувард Флори, аустралијски научник. (†1968)
- 26. септембар — Џорџ Гершвин, амерички композитор. (†1937)

### Децембар
- непознат датум - Мустафа Мулалић, политичар и публициста. (†1951)

## Смрти

### Јануар
- 14. јануар — Луис Керол, енглески књижевник. (*1832)

### Фебруар
- 5. фебруар — Михаило Јовановић, српски митрополит. (*1826)
- 21. фебруар — Милутин Гарашанин, српски политичар. (*1843)

### Март
- 20. март — Иван Шишкин, руски сликар. (*1832)

### Мај
- 3. мај — Светислав Вуловић, српски књижевни критичар. (*1847)

### Јун
- 30. јул — Ото фон Бизмарк, немачки државник. (*1815)

### Септембар
- 9. септембар — Стефан Маларме, француски песник. (*1842).